# Président Doumer
Pour l’article homonyme, voir Doumer.
Le Président Doumer est un paquebot mis en service en 1933, utilisé comme transport de troupes pendant la Seconde Guerre mondiale jusqu'à son torpillage par un sous-marin allemand le 30 octobre 1942.

## Caractéristiques
Le Président Doumer est un navire long de 150,5 mètres et large de 10,5 mètres, jaugeant 11 898 tonneaux, équipé de 2 moteurs Diesel Burmeister & Wainle et lancé le 22 janvier 1933 à La Ciotat ; le paquebot est utilisé par la compagnie des Messageries maritimes à partir de 1935 pour desservir la ligne d'Extrême-Orient (Suez, Aden, Bombay, Calcutta. etc..), son premier voyage étant pour desservir Madagascar. Il pouvait transporter 299 passagers.

## Un navire des Forces françaises libres
Pendant la Seconde Guerre mondiale, en 1940, le paquebot, repeint en gris et servant de transport de troupes, participe à l'opération Narvik transportant la 27e demi-brigade de Chasseurs Alpins depuis Brest jusqu'à Scapa Flow et le navire est cité à l'
Ordre de l'Armée.
Le paquebot est réquisitionné par les Anglais à Ismaïlia le 22 juillet 1940 ; ceux-ci laissent le choix à l'équipage de rentrer dans la France de Pétain ou de rester à bord : 94 marins à l'initiative de son commandant, Jean-Paul Mantelet, de son second Compostino et du chef mécanicien Avoine ; le navire rejoint alors les Forces françaises libres et est utilisé, sous pavillon des Forces navales françaises libres, comme transport de troupes.

## Naufrage
À l'automne 1942 le navire, venant de Durban (Afrique du Sud), fait escale à Freetown (Liberia) ; il était prévu qu'il remonte à Liverpool pour être caréné ; il est affecté à un convoi de 42 navires qui remonte vers l'Angleterre avec une escorte sous-dimensionnée.
Faisant partie d'un convoi de navires remontant l'Océan Atlantique attaqué par 8 sous-marins allemands entre les Îles Canaries et Madère, Président Doumer est torpillé par le sous-marin U-604 le 30 octobre 1942 (le sous-marin aurait aussi torpillé les survivants). Ce convoi perdit douze cargos entre le 27 et le 31 octobre, ce qui fit en tout 421 morts.
Le naufrage du Président Doumer fit 260 disparus (de diverses nationalités, mais de nombreux français) parmi les 345 personnes à bord, les survivants étant recueillis par le cargo norvégien Alaska et la corvette HMS Cowslip. Le commandant Mantelet, une des victimes, fut fait Compagnon de la Libération à titre posthume et le navire fut cité à l'Ordre du corps d'armée et à l'Ordre de l'armée de mer.
Ce serait la plus grande tragédie navale civile concernant la France de la Seconde Guerre mondiale.

## Polémique
Selon deux Marseillais, Régis Michel, journaliste-réalisateur, et Romain Legras, océanographe et directeur de Creocean, le convoi dont faisait partie le Président Doumer pourrait être un "convoi sacrifié" pour détourner la vigilance allemande et permettre aux 322 bâtiments de guerre alliés de l'Opération Torch avec 107 000 hommes qui se dirigeaient au même moment vers l'Afrique du Nord de naviguer en plus grande sécurité.